# Артур Лаффер
Артур Бец Лаффер (англ. Arthur Betz Laffer; 14 серпня 1940, Янгстаун, Огайо) — американський економіст, один із засновників теорії пропозиції. Побудував криву Лаффера, яка показує, що за певних обставин, зниження податків може призвести до збільшення податкових надходжень. Навчався в Єльському університеті, доктор філософії Стенфордського університету. Професор Університету Південної Кароліни і Університету Чикаго.

## Життєпис
15 вересня 2015 — призначений радником міністра фінансів України Наталії Яресько. На посаді радника міністра фінансів А. Лаффер надавав консультації з питань здійснення в Україні податкової реформи.
Раніше Лаффер був економічним радником Президента США Рональда Рейгана, прем'єр-міністра Великої Британії Маргарет Тетчер та одним із чикаго бойз уряду Августо Піночета.
У 1986 році А. Лаффер був кандидатом на виборах до Сенату США у Каліфорнії. Вибори він програв.

## Основні роботи
- «Феномен глобальної інфляції» (1975) — спільно з Д. Мейсельманом;
- «Економічна теорія уникнення» (1979) — разом з Дж. Сеймуром.